# Ulpu Iivari
Ulpu Marjatta Iivari, née le 20 mars 1948 à Salla, est une femme politique et journaliste finlandaise.

## Carrière
Membre du Parti social-démocrate de Finlande, elle siège à l'Eduskunta de 1991 à 1995 et au Parlement européen de 1996 à 2004.

## Publications
- (fi) Kansanvallan puolustajat. Sosialidemokraattinen eduskuntaryhmä 100 vuotta, Helsinki, Otava, 2007, 341 p. (ISBN 978-951-1-21528-8)
- (fi) Hildén, Riitta & Iivari, Ulpu, Suuret ikäluokat luokkakuvassa. Mitä meistä tuli, Helsinki, Ajatus, 2008 (ISBN 978-951-20-7646-8)
- (fi) Lähikuvassa Ulf Sundqvist, Helsinki, Otava, 2009 (ISBN 978-951-1-23651-1)
- (fi) Pannulappuja ja sosialismia. Ajankuvia Demarinaisten 110-vuotiselta taipaleelta, Helsinki, Demarinaiset, 2010 (ISBN 978-952-5916-03-4)